# 銀座旋風児
『二階堂卓也・銀座無頼帖 銀座旋風児』（にかいどう たくや ぎんざぶらいちょう ギンザ・マイトガイ）は、1959年9月20日に公開された日本映画。小林旭主演によるアクション映画「銀座旋風児シリーズ」第1作。監督：野口晴康（野口博志名義）。ポスター等では『銀座旋風児』（ギンザ・マイトガイ）の略称で宣伝され、ビデオソフト等もこの略題でリリースされている。
封切り時の同時上映作品は『事件記者 仮面の脅迫』（監督：山崎健次郎。テレビドラマ『事件記者』劇場版の第3作）。

## ストーリー
銀座。キャバレーやナイトクラブを広く手掛ける華僑の実業家・王徳宝は「モナコ」の大改装に取り掛かった。王の原資は大量の宝石だった。銀座に事務所を構え、「モナコ」の内装デザインを手がけた装飾デザイナーの二階堂卓也は、出入りする宝石店に売られてくる王の宝石が、すべて戦前特有のカットデザインであることに不審を抱く。二階堂は香港に渡った王を尾行し、王が銃撃されかける現場に居合わせる。二階堂は王を助けて逃がし、銃撃犯である男装の若い女を捕らえる。女は日本人で、王に恨みを持っていると明かす。
二階堂が帰国する頃、新聞に4人の男を名指しして「国民のものは国民に返せ」と呼びかける、村越雄二郎という広告主による謎の個人広告が載る。広告が載った新聞社の記者・荒木は王を追った二階堂の仕業だと察して、帰ってきた二階堂と会うが、二階堂ははぐらかす。二階堂のかたわらには王を狙撃した女・明子がいた。
広告を読んだ4人の男たちのうち、中村が王の事務所をたずね、同じく広告で名指しされた王の側近・木原を加えて3人で秘密会議を開く。王自身も広告で名指しされた男のひとりで、もとは堀田という姓の日本人だった。軍の特務機関員だった堀田たちは、当時の中国居留日本人から接収した貴金属を終戦の混乱に乗じて横領し、それを元手に戦後日本で経済的に成功していた。明子の父・村越は終戦時に堀田らを告発しようとして、逆にスパイとして売られ、中国に抑留されたまま死去していた。戦後の堀田は香港に宝石を隠し、少しずつ持ち出しては現金に変えていた。二階堂は検事・斉土の命を受け、装飾デザイナーという表稼業のかたわら、かつての特務機関員たちの悪事を追っていたのだった。
過去の発覚を恐れた王＝堀田は、真相を新聞に売ろうとした木原を殺害し、すでに死亡した村越の犯行に見せかけようとする。恋人の父親であった木原を殺された荒木に二階堂は、村越をかたった広告主が自分であることや、王が木原殺しの真犯人であると突き止めたことなどを明かし、事件への協力を依頼する。一方堀田らは、分け前にあずかれなかったために堀田らとの交際を絶った4人目の男・丸山が真の広告主であると決めつけ、彼を子飼いの俵藤組に探させて拉致する。丸山が銀座のおでん屋の顔見知り客であることを知った二階堂は、相棒の情報屋・政とともにアジトに囚われた丸山を救出するが、二階堂のみ逃げ遅れ、行方がわからなくなる。
「モナコ」が新装開店し、店内のダンスホールで記念のパーティが開かれる。覆面をした謎の司会者が現れ、王の略歴を紹介するという名目で特務機関員だった堀田の過去を暴露し、覆面を取って銃を向ける。司会者の正体は二階堂だった。そのとき斉土が率いる警官隊が店内に突入し、乱闘のすえ堀田たちを逮捕する。すべてを見届けた二階堂は、誰にも告げずに銀座を去る。

## キャスト
- 二階堂卓也：小林旭
- 村越明子：浅丘ルリ子

- 荒木浩司（新聞記者）：青山恭二
- 木原久美子（荒木の恋人）：稲垣美穂子
- マキ（キャバレー「モナコ」のママ）：白木マリ ※のちの白木万理
- お春（おでん屋「お春」の女将）：南風夕子[2]
- 情報屋の政：宍戸錠

- 王徳宝＝堀田剛造：芦田伸介
- 今村善平（内装会社社長・二階堂の顧客）：藤村有弘
- 丸山進之助（元特務機関員）：西村晃
- 中村利策（元特務機関員・弁護士）：伊藤寿章 ※澤村昌之助の別名義
- 斉土検事：菅井一郎

- ウスクダラの辰（俵藤組組員）：高品格
- 木原銀次郎（元特務機関員・「モナコ」の支配人・久美子の父）：山田禅二
- 菊千代（料亭「かどや」の女将・二階堂のファン）：雨宮節子
- 村沢彦次（「モナコ」のボーイ長・俵藤組組員）：弘松三郎
- 由兵衛（焼き鳥屋「はこだて軒」の主人）：河上信夫 ※のちの河上喜史朗
- 俵藤組組長：天草四郎

- 山野宝石店店長：雪丘恵介
- 陣野笠太郎（香港帰りの代議士）：小泉郁之助
- 東都タイムスの受付：紀原耕 ※のちの紀原土耕
- 由吉（俵藤組組員）：長弘
- 俵藤組組員：黒田剛
- 空港の取材記者：花村典克 ※のちの花村彰則
- バー「アルル」のホステス：木城ゆかり
- 勝子（「はこだて軒」の女将）：福田トヨ

- 取材記者：八代康二
- タクシー運転手：柴田新 ※のちの柴田新三
- 俵藤組組員：高田保 ※のちの矢頭健男→矢頭保
- 喧嘩の野次馬：今川英二、菊田一郎
- 陣野の秘書：山口吉弘
- 「モナコ」のボーイ：志方稔
- 俵藤組組員：瀬山孝司

- 山野宝石店の店員：月玲子
- 宝石店前の二階堂のファン：樋口礼子、菅乃梨子
- 喧嘩の野次馬：柳田妙子
- 宝石店前の二階堂のファン：武田三樹恵
- 喧嘩の野次馬：花柳礼奈
- 宝石店前の二階堂のファン：斉藤倫子
- 「かどや」の仲居：横田陽子 ※のちの横田楊子

- カフェ「アマンド」のボーイ：荒木良平
- 俵藤組組員：水田島良治
- 東都タイムスのアルバイト学生：内藤捷雄
- ナイトクラブ「コパカバーナ」の司会者：ペドロ小宮山
- 「コパカバーナ」の楽団：渡辺弘とスター・ダスターズ[3]
- 「モナコ」の楽団：松本伸とニュー・パシフィックオーケストラ

- 以下ノンクレジット[要出典]
  - 「モナコ」開店パーティ出席者：高瀬将敏
  - 「コパカバーナ」の支配人：高野誠二郎
  - 「コパカバーナ」のホステス：芝あをみ、本間節子、江端朱実
  - 「コパカバーナ」の客：川村昌之
  - 「はこだて軒」の従業員：山崎育子（山崎礼子）
  - 「アルル」のバーテン：速水脩二
  - 宝石店前の二階堂のファン：浜美枝、福田文子、五十嵐久子
  - 香港便の乗客：二木草之助、條美也子（条美也子）
  - 「お春」の従業員：角田真喜子（南條マキ）
  - 空港の出迎え客：清水千代子、高城瑛子（滝瑛子）、加代あけみ（加代あけ美）
  - 空港の出迎え客・「モナコ」のホステス：森みどり
  - 空港の取材記者：立川博、大治誠（大路達三）、今村弘
  - 「アマンド」のボーイ：大庭喜儀
  - 「お春」の客：玉井謙介
  - 「モナコ」の客：阪井幸一朗、水谷謙之、里実（大門実）、緑川宏、衣笠一夫（衣笠真寿男）、守屋徹、藤井昭雄、宇都宮嘉晃、押見四海（押見史郎）
  - 「モナコ」のホステス：淡月梨花、橘田良江、大倉節美
  - 「アマンド」の客：本目雅昭、朝香奈緒美

## スタッフ
- 監督：野口博志
- 企画：茂木了次
- 原作：川内康範（森脇文庫・版）
- 脚本：川内康範

- 撮影：永塚一栄
- 照明：河野愛三
- 録音：高橋三郎

- 美術：小池一美
- 編集：辻井正則
- 音楽：小川寛興
- 助監督：柳瀬観

- 主題歌：小林旭『銀座旋風児（ギンザ・マイトガイ）』（作詞：吉沢ひかる 作曲：小川寛興）
- マイトガイ・スタイル・デザイン（※衣装）：長沢節
- 技斗：高瀬将敏

## 楽曲
上記映画公開と同時に、同名主題歌『銀座旋風児』（ギンザマイトガイ）のシングル盤が発売された（コロムビアレコード、規格品番：SA-265）。

### 収録曲
1. 銀座旋風児（3分10秒）
作詞：吉沢ひかる、作曲・編曲：小川寛興
2. 銀座の波止場（3分33秒）
作詞：西沢爽、作曲：水時富士夫、編曲：藤原秀行